# 조현우 (2005년)
조현우(趙晛佑, 2005년 1월 1일 ~ )은 대한민국의 축구 선수이다. 포지션은 센터백이다. 현재 대전 하나 시티즌 소속이다. 현재 K리그1 대전 하나 시티즌 소속이다.